# دسوقية محمدية

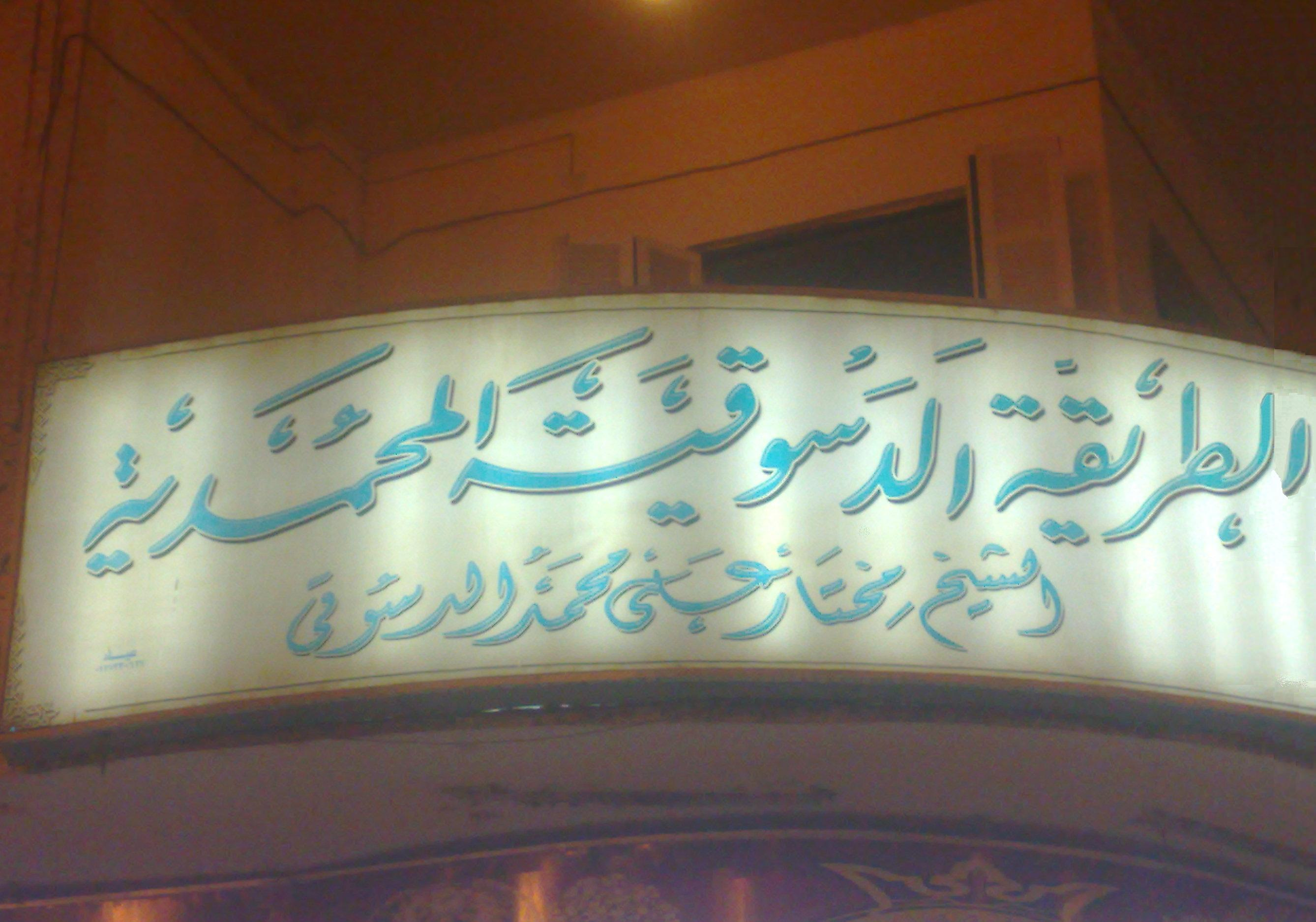
المقر الرئيسي للطريقة الدسوقية المحمدية بالميدان الإبراهيمي بدسوق.

الطريقة الدسوقية المحمدية، هي طريقة صوفية سُنيّة، متفرعة من الطريقة الدسوقية المنسوبة لمؤسسها إبراهيم الدسوقي، وهي أحدث الطرق الصوفية في مصر، وشيخ الطريقة السابق «مختار علي محمد الدسوقي» توفي في 9 ديسمبر 2020.